# Nicolai Remberg
Nicolai Remberg (* 19. Juni 2000 in Rheine) ist ein deutscher Fußballspieler. Ab der Saison 2025/26 steht er beim Hamburger SV unter Vertrag.

## Karriere
Nach vielen Jahren in der Jugendabteilung des FC Eintracht Rheine wechselte Remberg 2018 zu Preußen Münster, um dort zunächst ein Jahr für die U19 und dann ein weiteres Jahr für die zweite Mannschaft zu spielen. Im Sommer 2020 rückte Remberg in die erste Mannschaft von Preußen Münster auf, wo er sich schnell als Stammspieler in der Regionalliga West etablierte. Nach dem Aufstieg in die 3. Liga zum Ende der Saison 2022/23 wechselte Remberg in die 2. Fußball-Bundesliga zu Holstein Kiel. Dort debütierte er am 1. Spieltag der Saison 2023/24, als er in der Schlussphase des 1:0-Auswärtssiegs bei Eintracht Braunschweig für Ba-Muaka Simakala eingewechselt wurde.
Zur Saison 2025/26 wechselte Remberg zum Hamburger SV.

## Erfolge
- Aufstieg in die Bundesliga: 2024 (Holstein Kiel)
- Meister der Regionalliga West und Aufstieg in die 3. Liga: 2023 (Preußen Münster)